# José de Amézola
José de Amézola y Aspizúa (Izarra, Álava, 9 de enero de 1874-Cercedilla, Madrid, 1922) fue un empresario y político español relevante en la Vizcaya de principios del siglo XX.
Pelotari aficionado en su juventud, está considerado actualmente junto con Francisco Villota como el primer medallista que ha tenido España en los Juegos Olímpicos.

## Biografía
José de Amézola y Aspizúa fue el hijo primogénito de José de Amézola y Viriga, uno de los empresarios más importantes e influyentes de la Vizcaya de finales del siglo XIX y comienzos del XX. José de Amézola padre, natural de la localidad vizcaína de Echévarri, localidad donde todavía se conserva el Palacio Amézola, fue el fundador y primer presidente de la Hullera Vasco-Leonesa y tuvo intereses en numerosas empresas, especialmente del sector de la minería. Los 5 hermanos menores de José tendrían también un papel social destacado en los negocios y la política.
José de Amézola hijo, que había nacido en 1874 en la localidad alavesa de Izarra (municipio de Urcabustaiz), heredó una acomodada posición social y empresarial, además de un importante patrimonio. En su juventud fue un puntista aficionado notable. Posteriormente fue vocal del Banco de Bilbao, empresario teatral y empresario taurino. Fue destacable su labor como empresario del Teatro Real de Madrid desde que lo arrendó en 1920 hasta su fallecimiento dos años más tarde. 
José tuvo una participación destacada en política en las filas del conservadurismo. Fue secretario de la Comisión Provincial de Vizcaya y en 1914 llegó a ser elegido Diputado del Congreso por la circunscripción de Durango (Vizcaya) en representación de los conservadores. Esta elección fue muy disputada, no siendo sus resultados aceptados por el candidato perdedor, el tradicionalista Esteban Bilbao. Esto dio lugar a enfrentamientos en los que fallecieron varios seguidores de Amézola y resultaron detenidos varios requetés. Aunque estuvo a punto de ser impugnada su elección, finalmente fue confirmado en su puesto por la Junta Electoral Provincial y estuvo en el cargo hasta 1916. En 1920 fue nombrado gentilhombre de cámara con ejercicio de Alfonso XIII por su apoyo a la monarquía.
José de Amézola falleció en 1922 en el sanatorio de Cercedilla, dejando como viuda a Teresa Garay. Tuvieron dos hijos: José y Soledad. Se encuentra enterrado en el panteón de la familia de su mujer, situado en el cementerio de Arceniega (Álava).  
La periodista de guerra Teresa Aranguren Amézola es su nieta.

## Primer medallista olímpico del deporte español
La medalla olímpica que se atribuye a José de Amézola es fruto de una revisión crítica de los Juegos Olímpicos de París 1900 que realizó el historiador Bill Mallon en 1998 y que publicó bajo el título The 1900 Olympic Games: Results for All Competitors in All Events, With Commentary. 
Los segundos juegos olímpicos de la era moderna fueron un conjunto de pruebas y concursos deportivos celebrados a lo largo de varios meses durante la Exposición Universal de París (1900), que ni siquiera fueron publicitados como Juegos Olímpicos en la época. El problema al que se enfrentaban los historiadores deportivos era discernir que pruebas deportivas de las disputadas aquel año en París debían ser consideradas olímpicas y cuales no, ya que muchas de ellas tuvieron carácter local, fueron pruebas profesionales con premios en metálico o correspondían a disciplinas que algunos no consideran deportivas, como puede ser la colombofilia. Ello hacía que el medallero de estos Juegos Olímpicos diferiese sustancialmente dependiendo de quien hiciera el recuento.
Para poner orden en el caótico conjunto de pruebas y concursos que se realizaron durante la Exposición Universal de París (1900), Mallon aplicó estrictamente cuatro condiciones básicas para considerar que las pruebas deportivas celebradas durante 1900 en París fueron realmente olímpicas (que fueran amateurs, internacionales, sin "handicaps" y abiertas).
Así por ejemplo Mallon no consideró olímpica la prueba de tiro de pichón en la que el español Pedro Pidal había obtenido el segundo puesto, negando de esta forma al deporte español la que tradicionalmente había venido siendo considerada como su primera medalla olímpica. En dicha prueba los vencedores habían obtenido importantes premios en metálico, lo que la catalogaba como una prueba no amateur.
Sin embargo de todo el conjunto de eventos celebrados aquel año en París, Mallon rescató un torneo amateur de la modalidad de cesta-punta de pelota vasca que había caído en el olvido. En aquel torneo se inscribieron dos parejas: una española formada por un tal Villota de Madrid y un tal Amézola de Bilbao y una pareja de vasco-franceses llamados Durquetty y Etchegaray. Los franceses se retiraron antes del partido por algún tipo de discrepancia sobre la organización o las reglas del torneo; y los organizadores declararon vencedores a Villota y Amézola. Al cumplir el torneo de cesta-punta las cuatro condiciones aplicados por Mallon en su estudio, Villota y Amézola debían ser considerados campeones olímpicos según su criterio, aún a pesar de no haberse llegado a disputar el torneo, ya que habían sido proclamados campeones por incomparecencia de sus rivales.
En el año 2004 el COI dio por buenas las tesis de Mallon e incorporó a los dos puntistas españoles como medallistas olímpicos. Por otra parte Pidal era sacado fuera del palmarés olímpico. Así, Amézola y Villota se convirtieron en los primeros campeones olímpicos del deporte español y en los únicos campeones olímpicos de pelota vasca de la historia, ya que solo en la edición de 1900 la pelota ha sido reconocida como parte del programa olímpico oficial.
Sin embargo, hasta agosto de 2008 poco se supo de quienes habían sido Villota y Amézola realmente, ya que solo habían quedado registrados en el libro conmemorativo de los Juegos de 1900 sus apellidos y ciudades de procedencia. El historiador Fernando Arrechea, especializado en el tema, llevó a cabo una investigación particular que reveló las identidades de ambos deportistas y que publicó en su blog de olimpismo y en una publicación.
En agosto de 2008, coincidiendo con los Juegos Olímpicos de Pekín 2008 reveló la identidad completa de Villota, que se había llamado Francisco Villota y había sido un miembro de la alta sociedad madrileña, de familia cántabra. Unos meses más tarde, el 20 de diciembre de 2008, reveló que su compañero Amézola había sido José de Amézola y Aspizúa, una figura bien conocida de la sociedad vizcaína de principios de siglos. De esta manera había desvelado las identidades de los primeros campeones olímpicos del deporte español, campeones que por otra parte, nunca fueron conscientes en vida de serlo. Amézola es considerado el primer deportista vasco en haber participado en unos Juegos Olímpicos.